# شوزم أسود الثغيرة
شوزم أسود الثغيرة (الاسم العلمي:Psiadia melastomatoides) هو نوع من النباتات يتبع جنس الشوزم من الفصيلة النجمية.